# Sägepalme
Die Sägepalme (Serenoa repens) ist die einzige Art der Pflanzengattung Serenoa innerhalb der Familie der Palmengewächse (Arecaceae). Sie kommt nur in den südöstlichen USA vor. Aus ihren Früchten werden Phytopharmaka gegen benigne Prostatahyperplasie gewonnen.

## Beschreibung

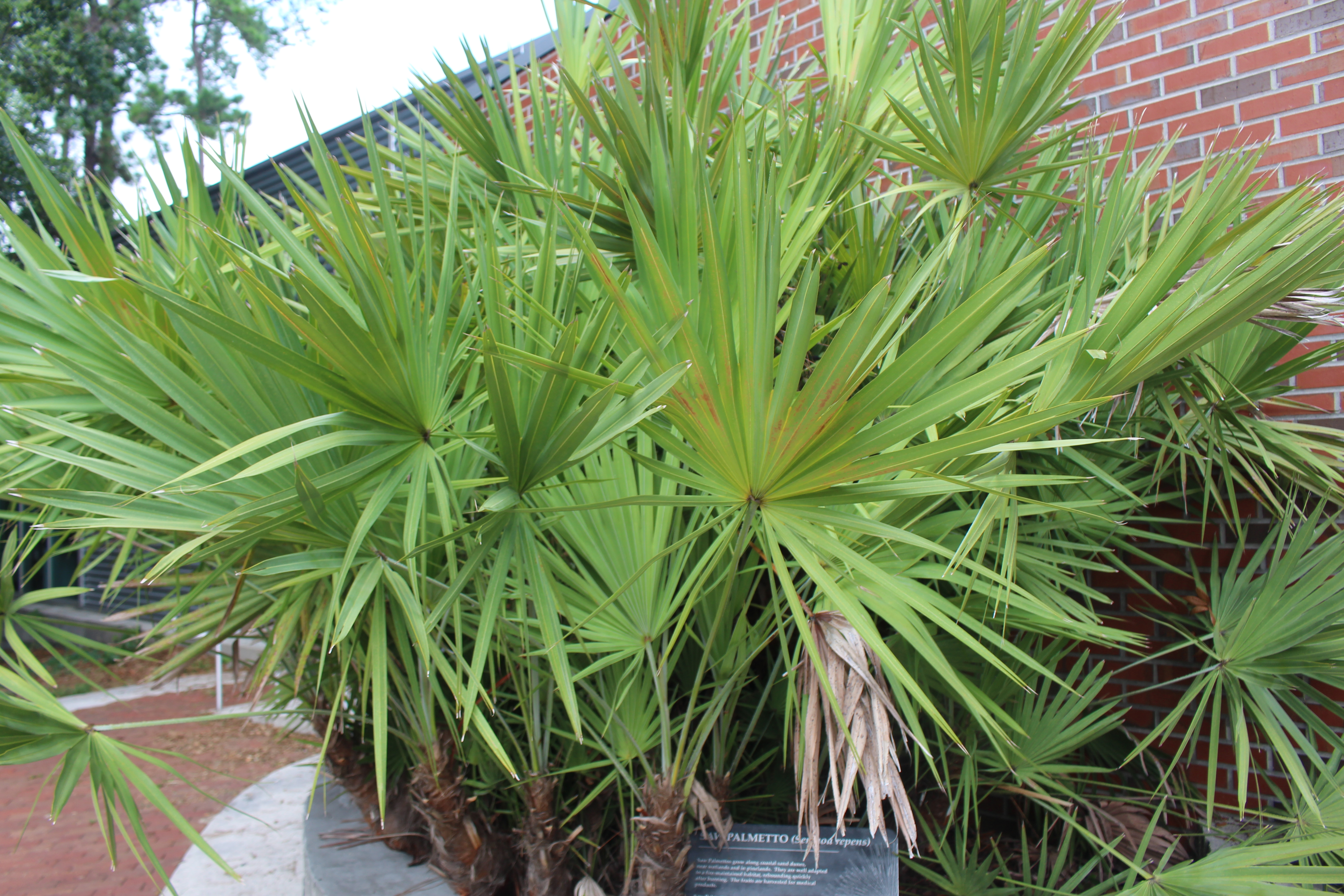
Habitus und Laubblätter

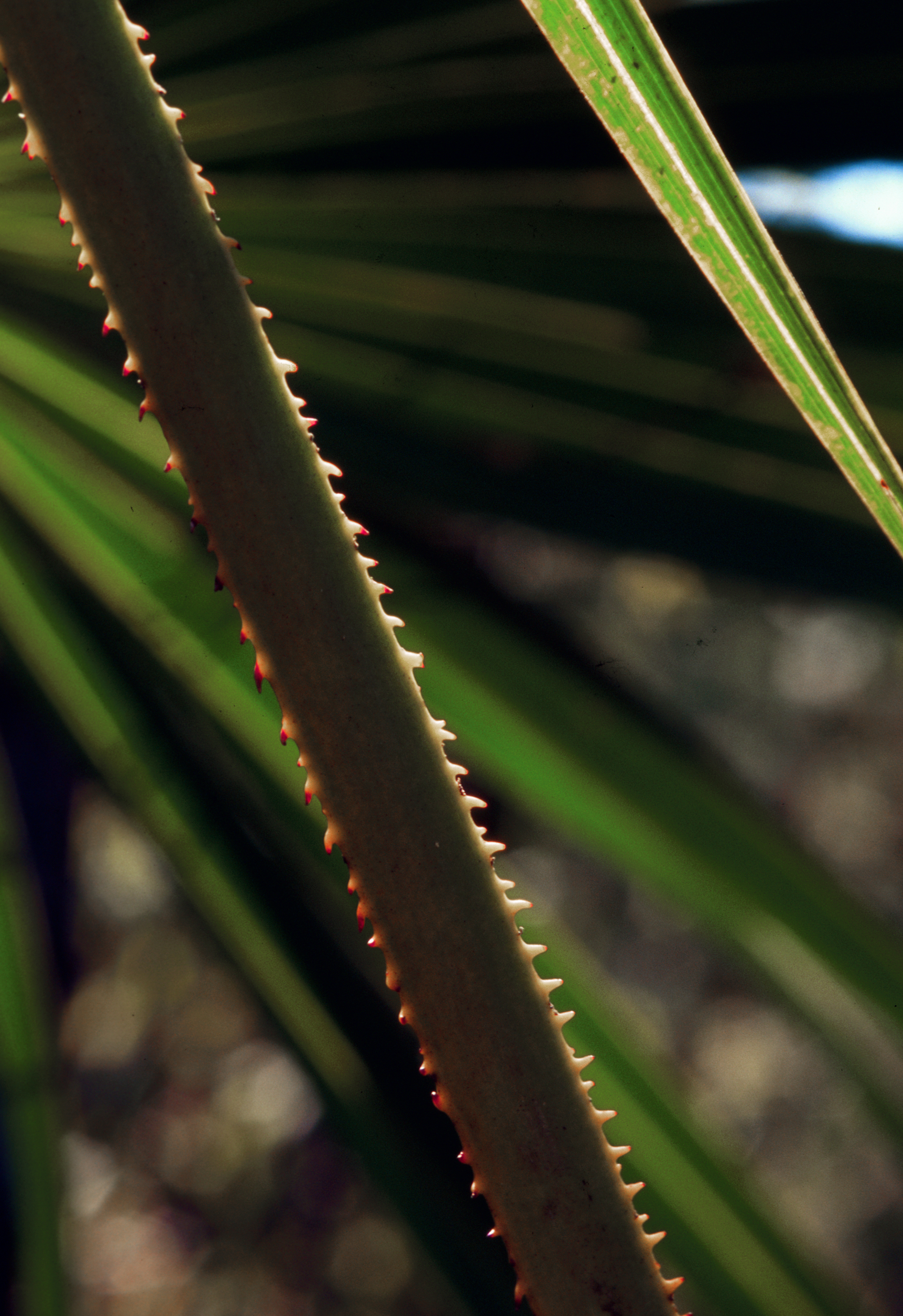
Gezähnter Blattstiel

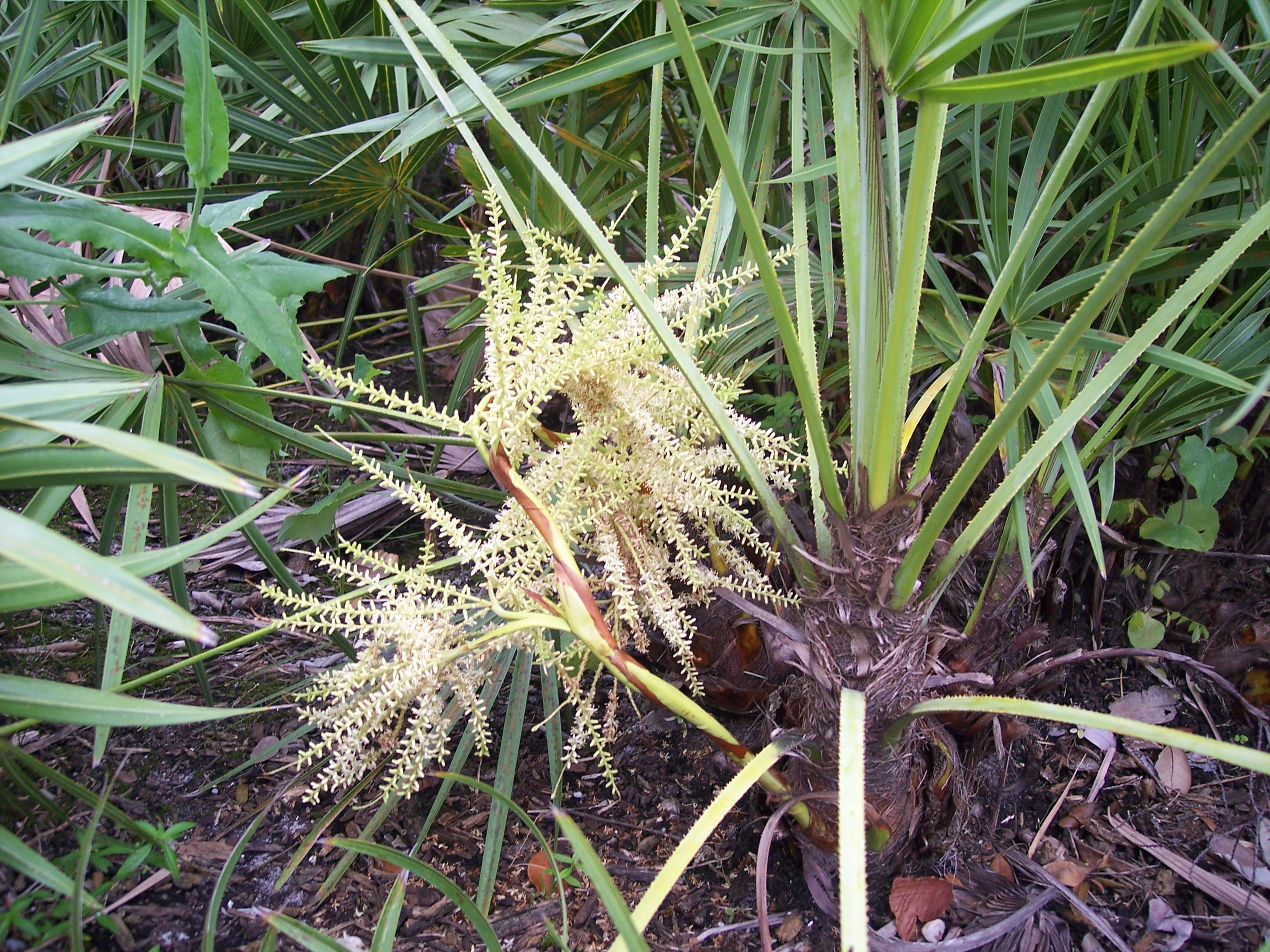
Blütenstand

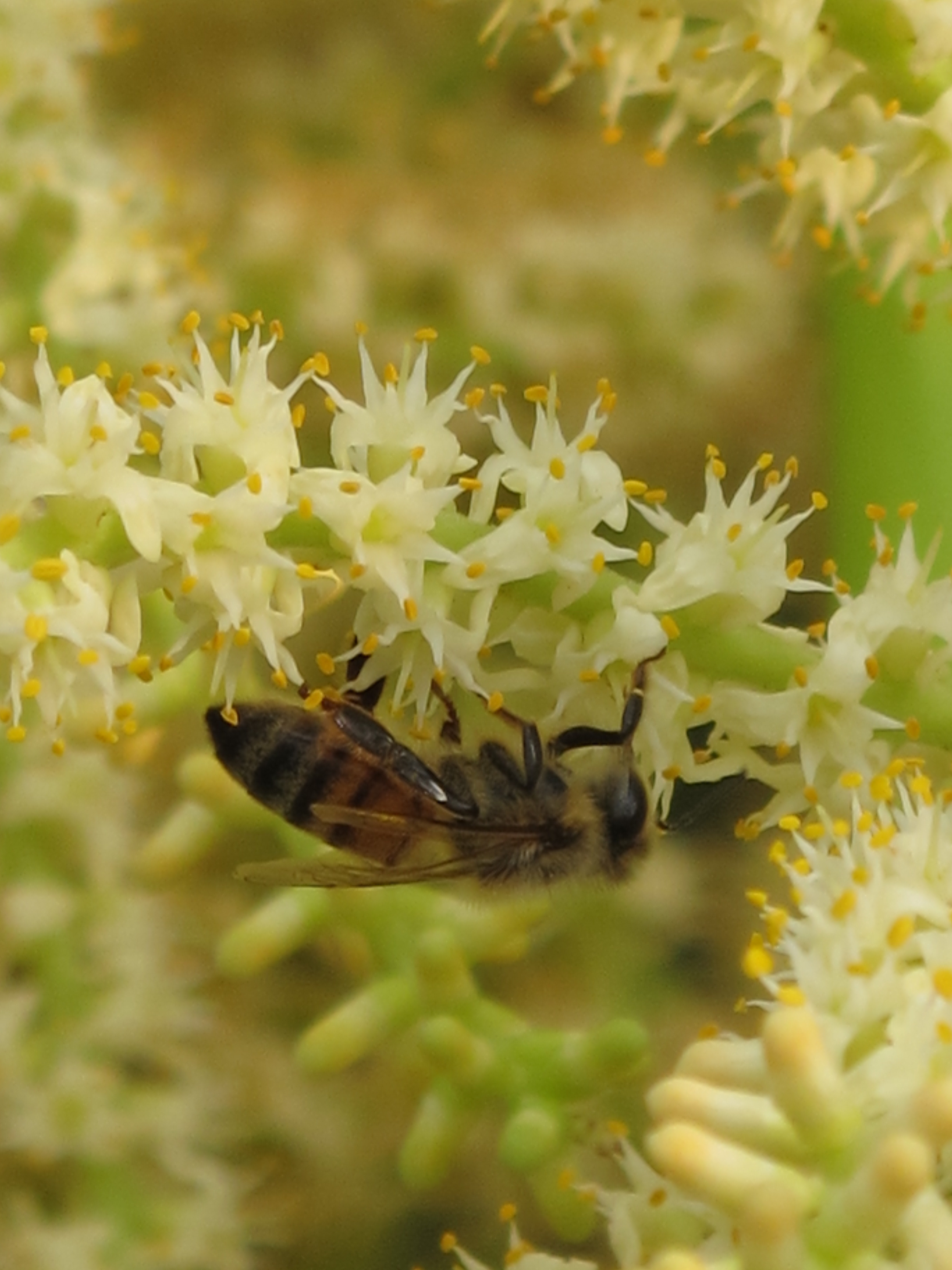
Ausschnitt eines Blütenstandes mit Blüten und Biene

### Erscheinungsbild
Die Sägepalme ist eine Fächerpalme. Sie ist mehrstämmig, wächst strauchförmig und erreicht Wuchshöhen von 1 bis 3 Metern. Die Stämme sind unterirdisch oder niederliegend und an der Oberfläche kriechend. Selten stehen sie aufrecht. Die Stämme sind mit den ausdauernden Blattscheiden bedeckt. Die Palme ist bewehrt.
Aus achselständigen Knospen entstehen entweder Blütenstände oder vegetative Seitensprosse.

### Blatt
Die Blätter sind induplicat, fächerförmig und verbleiben abgestorben am Pflanzenexemplar (Marzeszenz). Die Blattscheide vergrößert sich in eine Matte von dunkelbraunen Fasern. Der Blattstiel ist flach, kann an der Oberseite leicht gerundet, an der Unterseite gerundet oder kantig sein. Der Rand des Blattstiels ist mit zahlreichen kleinen Zähnen besetzt. Die adaxiale Hastula ist auffällig, rundlich und häutig, die abaxiale ist halbkreisförmig, häufig zerrissen und ebenfalls häutig.
Die Blattspreite ist annähernd kreisrund und bis über die Hälfte gleichmäßig in schmale, steife, kurz zweiteilige, einfach gefaltete Segmente zerteilt. Die Spreite ist kahl mit Ausnahme zerstreuter Schuppen entlang der Rippen.

### Blütenstand
Die Blütenstände stehen zwischen den Laubblättern (interfoliar). Sie sind aufrecht und etwa gleich lang wie die Blätter, jedoch häufig von diesen verdeckt. Sie sind drei- bis selten vierfach verzweigt. Der Blütenstandsstiel ist schlank, abgeflacht und eher kurz. Das Vorblatt ist röhrig, zweikielig und endet in zwei dreieckigen Lappen. Es gibt ein Hochblatt am Blütenstandsstiel, das auch fehlen kann. Es ist eng scheidig anliegend und behaart. Die Blütenstandsachse ist länger als der Stiel. Es gibt mehrere Hochblätter, die dem am Stiel ähneln, aber zur Achsenspitze hin immer kleiner werden. Die Seitenachsen erster Ordnung haben ein kurzes, zweikieliges Vorblatt, die nachfolgenden Hochblätter sind klein und häutig. Die blütentragenden Achsen (Rachillae) sind abstehend, dicht behaart und tragen in spiraliger Anordnung kleine Hochblätter, die einzelne oder paarige Blüten tragen.

### Blüte
Die zwittrige Blüte ist dreizählig. Die Blüten sind weiß, duftend und 4 bis 5 Millimeter groß. Sie sind zwittrig und haben einen röhrigen Kelch aus drei dreieckigen Lappen. Die Krone ist ebenfalls röhrig, zu zwei Dritteln ihrer Länge ist sie aber in drei valvate Lappen geteilt. Die sechs Staubblätter stehen an der Mündung der Kronröhre. Die Antheren sind elliptisch, dorsifix und latrors. Die drei Fruchtblätter sind im unteren Bereich frei, in der Griffelregion verbunden und enden in einer schmalen Narbe. Die Samenanlage steht anatrop.
Der Pollen ist ellipsoidisch und meist leicht asymmetrisch. Die Keimöffnung ist ein distaler Sulcus. Die längste Achse misst 31 bis 44 Mikrometer.

### Früchte und Samen
Die Frucht ist eine bei einer Länge von bis zu 2 Zentimetern ellipsoide bis annähernd kugelige Steinfrucht. Zur Reife ist sie dunkel-blau bis schwarz. Die nicht gereiften Fruchtblätter stehen basal, der Narbenrest steht apikal. Das Exokarp ist glatt, das Mesokarp ist fleischig und besitzt keine Fasern. Das Endokarp ist dünn und leicht knorpelig. Der Samen steht basal und trägt eine längliche Raphe. Das Endosperm ist homogen, hat aber flache seitliche Einstülpungen des Samenmantels. Der Embryo steht seitlich nahe der Basis, gegenüber der Raphe.

### Chromosomensatz
Die Chromosomenzahl beträgt 2n = 36.

## Vorkommen

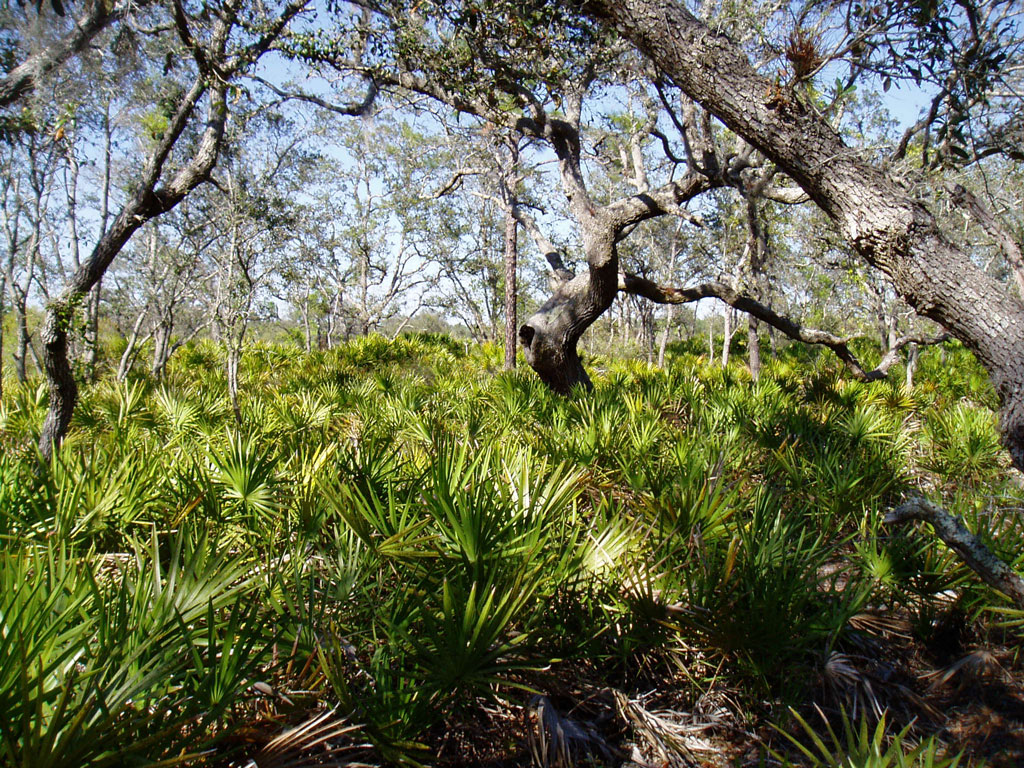
Habitus im Habitat

Die Sägepalme ist auf den Südosten der USA beschränkt. In Florida ist sie weit verbreitet, an den Rändern ihres Vorkommens, das bis Charleston County (South Carolina) und südliche Mississippi reicht, wird sie seltener. Sie hat Vorkommen in Alabama, Florida, Georgia, Louisiana, Mississippi und South Carolina.
Sie kommt im Unterwuchs auf schlecht entwässerten, mit Kiefern bestandenen Flatwood-Böden, auf gut entwässerten, armen Flatwood-Böden und im Unterwuchs von Sand-Kiefern-Wäldern vor.
Die Sägepalme ist häufig die dominante verholzende Art in trockenen Prärien und abgeholzten Kiefernwäldern im südlichen Florida. Möglicherweise ist sie durch unregelmäßige Brände häufiger geworden, ebenso durch großflächige Entwässerungen. Sie kommt häufig zusammen mit den Holzpflanzen Ilex glabra, Myrica cerifera, Lyonia ferruginea und verschiedenen Eichen-Arten vor.
Im gesamten Verbreitungsgebiet kann die Sägepalme die dominierende Art im Unterwuchs von Pinus elliottii und Pinus palustris-Wäldern sein.
Alle Pflanzengesellschaften, in denen die Sägepalme vorkommt, sind an häufige Feuer während der Wachstumssaison adaptiert und können periodische Dürren und Überflutungen überstehen.

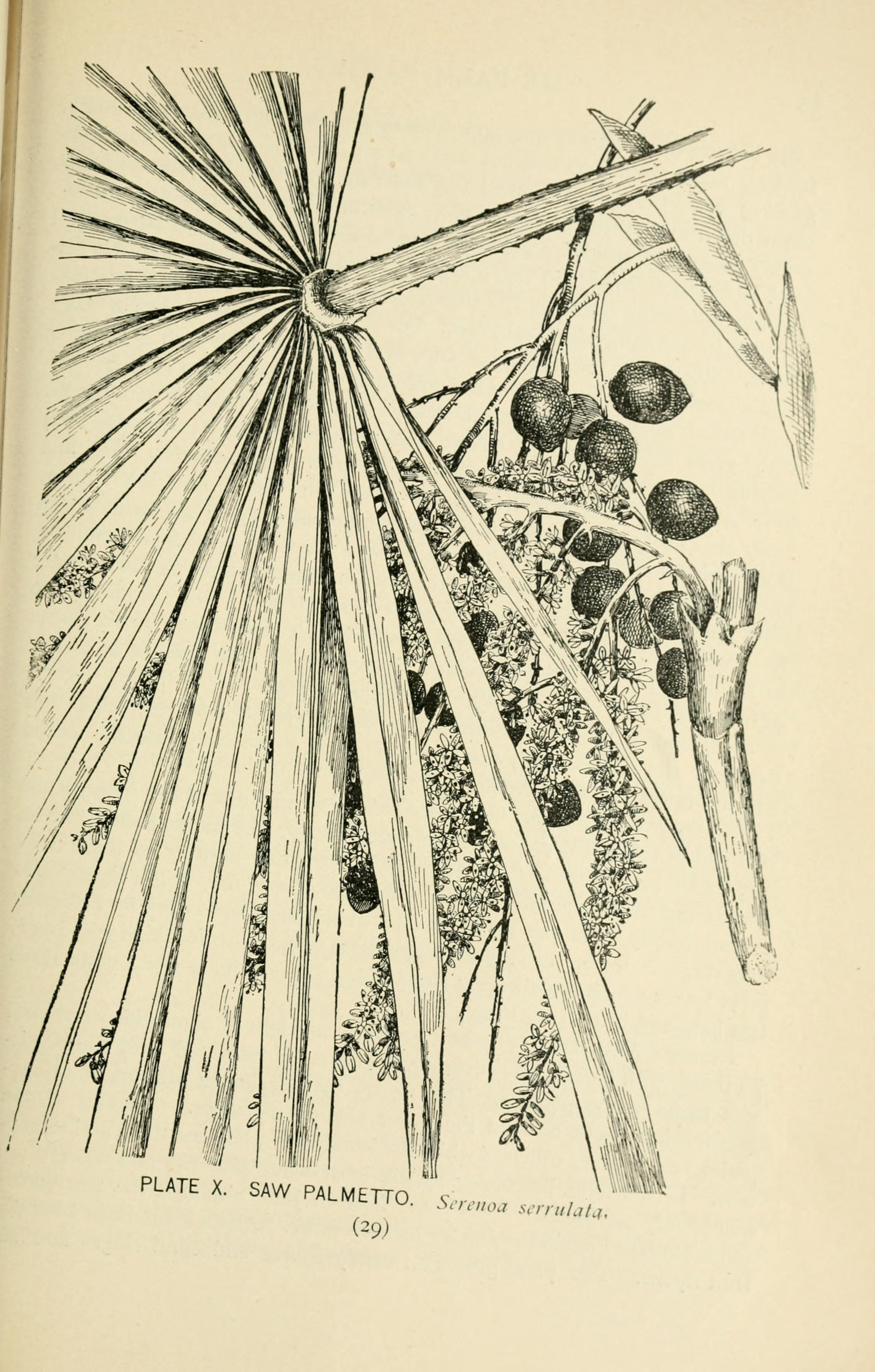
Illustration aus A.Lounsberry, E.Rowan: Southern wild flowers and trees, S. 29, Tafel X, 1901

## Systematik
Die Erstveröffentlichung erfolgte 1791 unter dem Namen (Basionym) Corypha repens durch William Bartram in Travels Through North and South Carolina, Georgia East and West Florida, ..., S. 61. Die Neukombination zu Serenoa repens (W.Bartram) Small wurde 1926 durch John Kunkel Small in Journal of the New York Botanical Garden. Lancaster, PA, Band 27, S. 197, Tafel 1–4 veröffentlicht. Ein häufiger genanntes Synonym für Serenoa repens (W.Bartram) Small ist Sabal serrulata (Michx.) Schult. f.
Die Gattung Serenoa wurde 1883 durch Joseph Dalton Hooker in G. Bentham und J. D. Hooker: Genera Plantarum, 3, S.  1228 aufgestellte. Der Gattungsname Serenoa ehrt den amerikanischen Botaniker Sereno Watson (1826–1892).
Serenoa repens ist die einzige Art der Gattung Serenoa. Die Gattung Serenoa gehört zur Tribus Trachycarpeae in der Unterfamilie Coryphoideae wird innerhalb der Familie Arecaceae, hier aber keiner Subtribus zugeordnet.

## Inhaltsstoffe
Die Früchte enthalten als Hauptbestandteile Phytosterole und fettes Öl mit freien Fettsäuren. Daneben wurden Flavonoide, ein saures Polysaccharid und ätherisches („flüchtiges“) Öl nachgewiesen.
Zu den Fettsäuren der Lipidfraktion zählen mittelkettige (Capronsäure, Caprylsäure, Laurinsäure, Myristinsäure) sowie Palmitinsäure und Ölsäure. Sie liegen größtenteils frei, aber auch als Ethylester oder als Acylglycerine vor.
Unter den Phytosterolen dominiert freies β-Sitosterol, daneben kommen dessen Fettsäureester und Glycoside vor.

## Nutzung
Sägepalmenfrüchte werden alleine oder in Kombination mit anderen Arzneidrogen arzneilich verwendet. Die Droge besteht aus den unvollständig getrockneten reifen Früchten (Sabalis serrulatae fructus), die gemäß den Anforderungen des Europäischen Arzneibuchs mindestens 11 % Gesamtfettsäuren enthalten müssen. Für den Sägepalmenextrakt (Sabalis serrulatae extractum) gelten folgende Anforderungen: mindestens 80 % Fettsäuren, mindestens 23 % Laurinsäure, mindestens 0,20 % Gesamt-Sterole und mindestens 0,10 % β-Sitosterol.
Der Ausschuss für pflanzliche Arzneimittel (HMPC) der Europäischen Arzneimittel-Agentur (EMA) hat 2015 in einer Monografie Dickextrakte aus Sägepalmenfrüchten auf Basis der vorliegenden klinischen Studien bewertet. Dabei differenzierte der Ausschuss Dickextrakte mit einem Droge-Extrakt-Verhältnis von 7-11 : 1 (Auszugsmittel: Hexan), denen "well-established use" zugesprochen wurde, und 7,5-14,3:1 (Auszugsmittel: Ethanol), denen lediglich "traditional use" zugebilligt wurde. Erstere Dickextrakte können für die symptomatische Behandlung einer benignen Prostatahyperplasie eingesetzt werden, während die ethanolisch ausgezogenen Dickextrakte für die Linderung von Symptomen der unteren Harnwege im Zusammenhang mit einer gutartigen Prostatahyperplasie zugelassen sind.
In Deutschland sind Kombinationen mit einem Trockenextrakt aus Brennnesselwurzel für Miktionsbeschwerden bei benigner Prostatahyperplasie (Stadium I-II nach Alken) zugelassen. Hier konnte eine Überlegenheit gegenüber Placebo klinisch bestätigt werden. Die Häufigkeit nächtlicher Blasenentleerungen (Nykturie) konnte ähnlich gut reduziert werden wie durch gängige synthetische Präparate.
Auch Nahrungsergänzungsmittel für Männer werden aus Sägepalme hergestellt.
Für die ebenfalls diskutierten Wirkungen von Sägepalmenextrakt gegen Haarausfall, Prostatakrebs, Prostatitis und Unterfunktion der Harnblase gibt es keine wissenschaftlichen Belege (Stand 2010).
Von den nordamerikanischen Ureinwohnern wurden alle Pflanzenteile vielfältig genutzt, die Früchte auch als Nahrungsmittel. Eine medizinische Verwendung lässt sich hier nicht nachweisen.
Eine glauke Form der Sägepalme wird als Zierpflanze verwendet.

## Weiterführende Literatur
- Bradley C. Bennett, Judith R. Hicklin: Uses of saw palmetto (Serenoa repens, Arecaceae) in Florida. In: Economic Botany, Volume 52, 1998, S. 381–393. doi:10.1007/BF02862068